# بيل تيت
بيل تيت (بالإنجليزية: Bill Tate)‏ هو لاعب كرة قدم أمريكية أمريكي، ولد في 1932 في ماتون في الولايات المتحدة.